# キューピッドは芸能人 タカトシのラブカ〜恋が生まれる運命のカード〜
『キューピッドは芸能人 タカトシのラブカ〜恋が生まれる運命のカード〜』（キューピッドはげいのうじん タカトシのラブカ 〜こいがうまれるうんめいのカード〜）は、日本テレビで2013年1月9日（8日深夜）から2013年2月27日（26日深夜）まで毎週水曜日0:59 - 1:29（火曜深夜）に放送されていた恋愛バラエティ番組。
2012年9月25日に『プラチナイト』枠で『タカトシの恋愛バラエティ ラブカLoveca〜恋が生まれる運命のカード〜』（タカトシのれんあいバラエティ ラブカ〜こいがうまれるうんめいのカード〜）が放送され、好評だった事からレギュラー化が決まった。

## 概要
ゲストの芸能人がキューピッドとなり、恋がしたい男女各20名の候補者の中からそれぞれ選択。
選ばれた男女は、企画のルールに沿ってデート。デート終了後、スタジオで実際に付き合う（LOVE）か、付き合わずに賞金だけ持って帰る（MONEY）かを各々が決定する。

## 出演
司会
- タカアンドトシ

## 企画のルール

### ルール1
選ばれた男女各1名は、番組が設定したシチュエーションで初めて出会う。
その後、ゲストがデートスポットの書かれた30枚のカードから選んだ2ヶ所のスポットでデート。
デート終了後、スタジオでファイナルジャッジ。男女お互い、相手と付き合う「LOVE」か付き合わないで賞金だけ持って帰る「MONEY」か、どちらかのカードを選択。
2人のカードを開けて、両方「LOVE」を選んでいればカップル成立。一方が「LOVE」・もう一方が「MONEY」を選んでいた場合は、カップル不成立の上、「MONEY」を出していた方は賞金獲得。両方「MONEY」を選んでいた場合、カップル不成立で賞金も獲得できない。

### ルール2
基本的にはルール1と同じ。
ただし男女各2名がデート、3ヶ所でデートのダブルデート方式で実施。
デート終了後、スタジオでファイナルジャッジ。男女お互い、付き合いたい異性がいればその人のカードを、いなければ「MONEY」のカードを選択。
全員のカードを開けて、お互いが相手のカードを選んでいた場合、その2人はカップル成立。カードで指名された人が「MONEY」を選んでいた場合、カップル不成立の上、「MONEY」を出していた方は賞金獲得。それ以外は、カップル不成立で賞金も獲得できない。

### ルール3
選ばれた男2名と女1名は、番組が設定したシチュエーションで初めて出会う。
女は、まずそれぞれの男とデートした後、続いて3人でデート。
デート終了後、スタジオでファイナルジャッジ。男側は女と付き合う「LOVE」か付き合わないで賞金だけ持って帰る「MONEY」の2択で、女側は付き合う男のカードか付き合わず賞金だけ持って帰る「MONEY」の3択で、カードを選択。
全員のカードを開けて、女が選んだ男が、「LOVE」のカードを選んでいればカップル成立・「MONEY」を選んでいればカップル不成立で男は賞金獲得。女が「MONEY」を選んだ場合、男2人も「MONEY」を選ぶケースを除いて、カップル不成立で女が賞金を獲得。男女3人「MONEY」を選んでいた場合、カップル不成立で賞金も獲得できない。

### ルール4
選ばれた男女各3名は、番組の用意した一泊二日の鉄道旅でデート。
途中2回、途中駅ジャッジを実施。男女それぞれ、一番気に入った異性にハートマークが描かれたカードを、それ以外の2人に白紙カードを投じる。ハートカードを1枚でも投じられていれば旅続行、3人全員から白紙カードを投じられた場合はその時点で脱落。脱落した人数分、新たに候補者からメンバーを補充する。
3回目のデートを終えた後、スタジオでファイナルジャッジ。男女お互い、付き合いたい異性がいればその人のカードを、いなければ「MONEY」のカードを選択。
全員のカードを開けて、お互いが相手のカードを選んでいた場合、その2人はカップル成立。カードで指名された人が「MONEY」を選んでいた場合、カップル不成立の上、「MONEY」を出していた方は賞金獲得。それ以外は、カップル不成立で賞金も獲得できない。

## 放送リスト
| 回 | 放送日  | アシスタント   | キューピット                           |
| -- | ------- | -------------- | -------------------------------------- |
| 1  | 1月9日  | 山本美月       | 松坂桃李                               |
| 2  | 1月16日 | 山本美月       | 芹那                                   |
| 3  | 1月23日 | ダレノガレ明美 | 道端アンジェリカ、向井慧（パンサー）   |
| 4  | 1月30日 | ダレノガレ明美 | 道端アンジェリカ、向井慧（パンサー）   |
| 5  | 2月6日  | ダレノガレ明美 | 国生さゆり、ベリッシモ・フランチェスコ |
| 6  | 2月13日 | 土屋巴瑞季     | 菜々緒、敦士                           |
| 7  | 2月20日 | 土屋巴瑞季     | 上地雄輔、LiLiCo                       |
| 8  | 2月27日 | 土屋巴瑞季     | 上地雄輔、LiLiCo                       |

## ネット局
- 長崎国際テレビ（NIB）：2013年4月3日 - 5月22日、水曜日 0:58 - 1:28（火曜深夜）

## スタッフ

### レギュラー版
- ナレーター：森篤夫、上田まりえ（NTVアナウンサー）、中島沙樹、遠野まりこ
- 構成：とちぼり元、岡野ぴんこ
- TM：石塚功
- SW：北折雅人
- CAM：山内剛
- VE：三山隆浩
- MIX：瀧健太郎
- LD：加藤恵介
- 美術プロデューサー：牧野沙和、栗原和也
- デザイン：波多野真理
- 装置：志村和広
- 電飾：平ノ内厚夫
- メイク：土屋裕子（奥松かつら）
- タイトル：高田真弓
- 編集：橋上憲二（スタジオヴェルト）
- MA：山田謙一（スタジオヴェルト）、村松勝弘（スタジオヴェルト）、小嶋雄介（スタジオヴェルト）
- 音効：矢部公英（ふなや）、寺本篤史（ふなや）
- TK：長坂真由美
- 技術協力：NiTRO、日放、ヌーベルバーグ、ポジティヴワン
- 美術協力：日本テレビアート、テレフィット、テルミック
- 編成：小野隆史、穂積武信
- 広報：斉藤由美
- デスク：森田真由美
- AD：吉賀涼佳、鈴木智子
- AP：平野綾音
- ディレクター：多田隆人（IVSテレビ制作）、山崎勝（IVSテレビ制作）／武石政人（IVSテレビ制作）、早川多祐（ガッツエンターテイメント）
- 演出：福浦与一（IVSテレビ制作）
- プロデューサー：白川大介（日本テレビ）、鈴間広枝（日本テレビ）、佐藤基（IVSテレビ制作）、太田茂憲（IVSテレビ制作）
- チーフプロデューサー：鈴江秀樹（日本テレビ）
- 制作協力：IVSテレビ制作
- 製作著作：日本テレビ

### パイロット版（2012年9月25日放送分）
- ナレーター：森篤夫
- 構成：とちぼり元、岡野ぴんこ
- TM：石塚功
- SW：北折雅人
- CAM：山内剛
- VE：佐藤大心
- MIX：大島康彦
- LD：加藤恵介
- アートプロデューサー：牧野沙和、栗原和也
- デザイン：波多野真理
- 装置：小塚信人
- 装飾：川合富士雄
- 電飾：花谷恭介
- メイク：小野かおり（奥松かつら）
- タイトル：高田真弓
- 編集：澤田直樹（スタジオヴェルト）
- MA：神山幸久（スタジオヴェルト）
- 音効：矢部公英（ふなや）
- TK：長坂真由美
- 技術協力：NiTRO、日放、ヌーベルバーグ、ポジティヴワン
- 美術協力：日本テレビアート、俳優座、テレフィット、テルミック
- 編成：小野隆史
- 広報：斉藤由美
- デスク：森田真由美
- AP：小畑未香（IVSテレビ制作）
- ディレクター：西川竜介、伊藤淳一、矢崎ゆうこ（IVSテレビ制作）
- 演出：福浦与一（IVSテレビ制作）
- プロデューサー：白川大介（日本テレビ）、鈴間広枝（日本テレビ）、佐藤基（IVSテレビ制作）、太田茂憲（IVSテレビ制作）
- チーフプロデューサー：鈴江秀樹（日本テレビ）
- 制作協力：IVSテレビ制作
- 製作著作：日本テレビ